# El noi dels cabells verds
El noi dels cabells verds (títol original en anglès: The Boy With Green Hair) és una pel·lícula estatunidenca de Joseph Losey, estrenada el 1948. És una paràbola sobre el racisme, la tolerància, la trobada de l'altre i la por a la diferència. Ha estat doblada al català.

## Argument
En un petit poble anglès, la policia recull Peter, un xaval amb el cap afaitat que refusa parlar davant de les preguntes dels agents. El Dr. Evans, el psiquiatre que col·labora amb la policia, serà amb qui el noi agafarà confiança i serà l'elegit per escoltar la seva increïble història: Orfe de resultes d'un bombardeig sobre Londres, el petit Peter Frye (Dean Stockwell) és recollit per un vell artista de circ, Gramp, que manifesta tant afecte i amabilitat cap al nen que aquest es deixa domesticar a poc a poc. Miss Brand, la seva nova institutriu, li presta igualment més atenció quan sap que no es pot consolar de la pèrdua dels seus pares, malgrat totes les atencions de Gramp. Quina no és tanmateix la sorpresa de Peter, un matí, de sortir del bany amb els cabells verds! D'un dia per l'altre, es converteix en objecte, i després víctima de la curiositat dels seus companys i dels adults que es burlen d'ell. Ningú no pot trobar explicació a aquesta extraordinària situació. Peter és rebutjat pels seus camarades d'escola i els habitants de la ciutat que tenen por del contagi. Desitjant al començament trobar el seu color d'origen, troba al bosc altres orfes, tots sortits de cartells de la Creu Roja. Aquests el persuadeixen que els seus cabells verds són un símbol perquè finalment la guerra s'aturi i ja no hi hagi orfes sobre terra. Reivindica amb entusiasme la seva diferència, però Gramp el persuadeix de tallar-se el cabell, cosa que fa davant els seus veïns.

## Repartiment
- Dean Stockwell: Peter Frye
- Pat O'Brien: Gramp
- Robert Ryan: Dr. Evans
- Barbara Hale: Miss Brand
- Richard Lyon: Michael
- Walter Catlett: "El rei"
- Samuel S. Hinds: Dr. Knudson
- Regis Toomey: Mr. Davis
- Charles Meredith: Mr. Piper
- David Clarke: Barbier
- Billy Sheffield: Red
- Johnny Calkins: Danny
- Teddy Infuhr: Timmy
- Dwayne Hickman: Joey
- Eilene Janssen: Peggy
- Curtis Loys Jackson Jr.: Escolar

## Al voltant de la pel·lícula
- Crédits de començament: La cançó Nature Boy escrita per Eden Ahbez és el tema principal de la pel·lícula. La versió de Nat King Cole de Nature Boy es va quedar durant vuit setmanes consecutives al Billboard durant l'estiu de 1948.

- Els crédits del final, cantats també per Peter i Gramp, és una cançó folk How Many Miles To Dublin Town ? - Chip Chip My Little Horse interpretada per O'Brien i nois:

Chip chip my little horse
Chip chip again sir
How many miles to Dublin Town?
Four score and ten sir.
Chip chip my little horse.
Chip chip again sir.
May I get there by candle light?
You may and back again sir.